# Performanz (Linguistik)
Der Begriff Performanz wurde ausgehend von John L. Austin (1955) in den 1960er Jahren, insbesondere durch Noam Chomsky als Gegenstück zum Begriff der Kompetenz, entwickelt und bezieht sich auf das Gelingen von Sprechakten. „Im Gegensatz zur ‚konstativen Beschreibung‘ von Zuständen, welche entweder wahr oder falsch sind, verändern ‚performative Äußerungen‘ durch die Tatsache, dass sie geäußert wurden, Zustände in der sozialen Welt.“ Als Beispiel für eine performative Äußerung wird das Ja-Wort bei der Eheschließung genannt, das die soziale Realität der an dem Sprechakt Beteiligten verändert, aber nicht als falsch oder wahr beurteilt werden kann. Der Sprechakt hat hier die Funktion, eine symbolische Handlung durchzuführen.

## Performative turn
In der Kulturwissenschaft werden Sprechakte auch unter dem Aspekt der Inszenierung und der Performances betrachtet. Damit wurde eine Wende (performative turn) in den Kulturwissenschaften eingeleitet. Nach Heidrun Brückner und Elisabeth Schömbucher wird mit dem performativen Ansatz „in den Kulturwissenschaften einer veränderten Sichtweise Rechnung getragen, die nicht mehr soziale Institutionen oder Texte untersucht, sondern die Handlungsfähigkeit der Akteure ins Zentrum der Betrachtungen stellt. Als kulturelle Performanz sind Rituale und Theateraufführungen gesellschaftliche Interpretationen durch die Akteure, wobei nicht nur kulturelle Wertvorstellungen vermittelt werden und Identität geschaffen wird, sondern durch die auch gesellschaftliche Kritik geäußert und kultureller Wandel initiiert wird.“

## Performanz in der Gender-Theorie
Bei Judith Butler zeigt sich die Performanz als Akt der Verkörperung, mit der die Identität z. B. des Geschlechts konstruiert wird. Durch Zeichen und Sprechakte wird diese Identität markiert als weiblich oder männlich. „Der Ausruf der Hebamme ‚Ein Mädchen!‘ ist demnach nicht nur als konstative Feststellung zu verstehen, sondern auch als direktiver Sprechakt: ‚Werde ein Mädchen!‘ Die Performativität der Geschlechter resultiert also aus dem Zusammenspiel von politischen performatives und theatralen performances.“

## Performanz in der Semantik
Nach Alice Lagaay entspricht es performativ-philosophischen Ansätzen, „Sinn als etwas zu betrachten, was erst durch prozesshafte Vollzüge konstituiert und verändert wird.“

## Differenzierung zwischen Performanz und Performativität
In den Theoriearbeiten poststrukturalistischer Standpunkte ist die Unterscheidung zwischen Performanz (performance) und Performativität entscheidend. So schreibt Gerald Posselt (Universität Wien, Institut für Philosophie):
„Während Performanz verstanden als Aufführung oder Vollzug einer Handlung ein handelndes Subjekt vorauszusetzen scheint (das ist auch die Position der Sprechakttheorie), bestreitet der Terminus Performativität gerade die Vorstellung eines autonomen, intentional agierenden Subjekts. Die Performativität einer Äußerung unterstreicht deren Kraft, das Äußerungssubjekt und die Handlung, die sie bezeichnet, in und durch diesen Äußerungsakt allererst hervorzubringen. Jacques Derrida akzentuiert darüber hinaus die Iterabilität und Zitathaftigkeit performativer Äußerungen. Damit eine performative Äußerung gelingen kann, muss sie (je nachdem, ob man eine zeichentheoretische oder kulturtheoretische Perspektive einnimmt) als zitathafte oder ritualhafte Form in einem System gesellschaftlich anerkannter Konventionen und Normen erkennbar und wiederholbar sein. Das heißt auch, dass die Möglichkeit des Scheiterns und des Fehlschlagens performativer Äußerungen dem Sprechen und der Sprache nicht äußerlich, sondern inhärent ist.“

## Performanz und Kompetenz
Das Gegenstück zur Performanz der Interpreten, nicht zur Performativität eines Textes, ist nach Noam Chomsky die Kompetenz. Sie bezeichnet das unbewusste Wissen eines Sprechers über seine Sprache.
Die Dichotomie Performanz und Kompetenz wurde von Noam Chomsky im Rahmen seiner Transformationsgrammatik eingeführt. Sie führt damit Ferdinand de Saussures Unterscheidung von Langue und Parole fort.